# Ultramontanisme
Het ultramontanisme (letterlijk: over de bergen) is een leer binnen het katholicisme die de autoriteit van de paus in zaken van geloof en discipline benadrukt. Een aanhanger van het ultramontanisme wordt een ultramontaan genoemd. De benaming kan ook gebruikt worden voor een hoge mate van pausgezindheid. Deze stroming staat in tegenstelling tot het gallicanisme dat vooral in Frankrijk aanhangers had. Dit streefde naar onafhankelijkheid voor een nationale kerk ten opzichte van de kerk van Rome.
Het politiek ultramontanisme werd belangrijk nadat de anti-modernistische encycliek Quanta Cura (1864) van paus Pius IX (1792-1878) werd uitgegeven. Hierin werd onder meer de stelling veroordeeld dat de staat het alleenrecht zou hebben op de opvoeding en het onderwijs van de kinderen. De Nederlandse bisschoppen reageerden hierop met een Mandement (1868) waarin ze katholieke ouders opriepen hun kinderen niet meer naar staatsscholen te sturen. Ook werden liberaal-katholieke politici in Noord-Brabant en Limburg vervangen door ultramontaanse. Een belangrijke vertegenwoordiger van het ultramontanisme in Nederland was de schrijver en historicus Joachim le Sage ten Broek.
In de Nederlandse schoolstrijd in de 19e eeuw kwam het tot een samenwerking tussen ultramontaanse politici en de Anti-Revolutionaire Partij (ARP) van Kuyper.
In België hebben de ultramontanen veel politieke invloed gehad. In de eerste schoolstrijd van 1878 tot 1884 wonnen zij de confrontatie met het laïciserend en antiklerikaal beleid van de liberale Regering-Frère-Orban-Van Humbeeck. Hun conflict uitte zich toen men in Gent besloot een aparte begraafplaats voor katholieken aan te leggen, het kerkhof van Mariakerke. De nabijgelegen Westerbegraafplaats werd dan ook smalend geuzenkerkhof genoemd.